# Mitteldorf (Weisendorf)
Mitteldorf ist ein Gemeindeteil des Marktes Weisendorf im Landkreis Erlangen-Höchstadt (Mittelfranken, Bayern). Mitteldorf liegt in der Gemarkung Sauerheim.

## Geografie
Das Dorf liegt an der Seebach, einem linken Zufluss der Regnitz. Die Seebach speist eine Kette von Weihern unmittelbar südöstlich des Ortes, Herrenweiher genannt. 100 Meter nordöstlich schließt sich die Siedlung Weisendorf an. Im Süden jenseits des Seebachs liegt das Waldgebiet Berghölzer. Ansonsten ist der Ort von Acker- und Grünland umgeben. Eine Gemeindeverbindungsstraße verläuft nach Weisendorf zur Staatsstraße 2259 (1,2 km nordöstlich) bzw. nach Sintmann zur Kreisstraße ERH 28 (1,2 km westlich).

## Geschichte
Mitteldorf wurde 1416 erstmals urkundlich erwähnt. In der Urkunde wurde bestätigt, dass die Herren von Maienthal zu Neuenbürg von Wilhelm von Seckendorff-Rynhofen den Ort (bestehend aus vier Höfen und dem großen Herrenweiher) als Eigengut kauften. In der Folgezeit kam es zu mehrmaligem Besitzerwechsel. 1573 tauschte  der markgräfliche Kammerschreiber Endres Mußmann mit der Reichsstadt Nürnberg den Weiler gegen Dürrenmungenau. Von da an blieb er im Besitz des Landalmosenamtes Nürnberg.
Gegen Ende des 18. Jahrhunderts gab es in Mitteldorf 15 Anwesen. Das Hochgericht übte das bambergische Centamt Herzogenaurach aus. Die Dorf- und Gemeindeherrschaft übernahm die Vogtei Lonnerstadt des nürnbergischen Landesalmosenamtes. Alleiniger Grundherr über die 15 Güter war die Vogtei Lonnerstadt.
Im Rahmen des Gemeindeedikts wurde Mitteldorf dem 1811 gebildeten Steuerdistrikt Hammerbach zugewiesen, 1812 dem Steuerdistrikt Weisendorf. 1813 gehörte es zur neu gebildeten Ruralgemeinde Sauerheim. Mit dem Zweiten Gemeindeedikt (1818) bestand die Ruralgemeinde nur noch aus Mitteldorf. 1824 wurde die Ruralgemeinde, benannt nach Rezelsdorf, wiederhergestellt.
Am 1. Januar 1972 wurde Mitteldorf im Zuge der Gebietsreform in die Gemeinde Weisendorf eingegliedert.

### Einwohnerentwicklung
| Jahr      | 001818 | 001861 | 001871 | 001885 | 001900 | 001925 | 001950 | 001961 | 001970 | 001987 | 002019 |
| Einwohner | 61     | 60     | 51     | 56     | 57     | 44     | 67     | 60     | 65     | 101    | 113    |
| Häuser    | 16     |        |        | 10     | 10     | 8      | 8      | 12     |        | 23     |        |
| Quelle    | [ 9 ]  | [ 10 ] | [ 11 ] | [ 12 ] | [ 13 ] | [ 14 ] | [ 15 ] | [ 16 ] | [ 17 ] | [ 18 ] | [ 1 ]  |

## Religion
Der Ort ist seit der Reformation evangelisch-lutherisch geprägt und nach Weisendorf gepfarrt. Die Einwohner römisch-katholischer Konfession sind nach St. Josef (Weisendorf) gepfarrt.